# Kawasaki W800
La Kawasaki W800 è una motocicletta dalla casa motociclistica giapponese Kawasaki dal 2011.

## Descrizione
La W800 è una moto del tipo custom con design retrò che ha sostituito la W650, alimenta da un propulsore bicilindrico parallelo dalla cilindrata di 773 cm³ raffreddato ad aria a quattro tempi con un solo albero a camme in testa, alimentato da un sistema ad iniezione elettronica. Però rispetto alla W650 manca il kickstarter.
La moto si caratterizza per avere uno stile retrò che omaggia e si rifà alle moto prodotte da Kawasaki a cavallo degli anni 70; a ciò contribuiscono alcuni particolari come il serbatoio del carburante, la sella, le ruote a raggi e il logo W su entrambi i lati del serbatoio.